# Ferdinand Rosner
Ferdinand Rosner (* 26. Juli 1709 in Wien; † 14. Januar 1778 in Ettal) war ein bayerischer Benediktinerpater und Dramatiker.

## Leben
Ferdinand Rosner wurde als Karl Joseph Ignatius Rosner in Wien geboren. 1726 legte er im Benediktinerkloster Ettal sein Ordensgelübde ab. Insgesamt zwölf Jahre lehrte er Rhetorik (1759–1765; 1769–1775) am fürstbischöflichen Lyceum in Freising. Er verfasste neben zahlreichen Reden, lateinischen und deutschen Gedichten auch viele kleinere Theaterstücke. Rosner prägte mit seinen Werken das Schultheater seiner Zeit. Er war Schöpfer der „Passio nova“ der Oberammergauer Passionsspiele und wirkte damit stilbildend für die bayerischen Passionsspiele dieser Zeit.

## Werkausgaben
- Stephan Schaller (Hrsg.): Lieder, Predigten, Dramen. Eine Auswahl (= Geistliche Literatur der Barockzeit, 12). APA-Holland, Amsterdam 1989, ISBN 90-302-1312-4.
- Stephan Schaller (Hrsg.): Passio Nova. Das Oberammergauer Passionsspiel von 1750. Historisch-kritische Ausgabe (= Geistliche Texte des 17. und 18. Jahrhunderts, 1). Lang, Frankfurt/M. 1974, ISBN 3-261-01463-6.